# Victoria Forde
Pour les articles homonymes, voir Forde (homonymie).
Victoria Forde (de son vrai nom Mabel Victoria Hannaford) est une actrice américaine du muet née à New York le 21 avril 1896 et décédée à Los Angeles (Californie) le 24 juillet 1964, à l'âge de 68 ans.

## Biographie
Victoria Forde naît à New York en 1896. Dans cette ville, qui est alors la capitale du divertissement, avec Broadway et la naissance du cinématographe, elle est très vite attirée par le spectacle. Elle débute à 14 ans dans un film de Frank Powell en 1910. Actrice dans plusieurs films, engagée par William Selig, elle rencontre Tom Mix en 1915. Elle tourne en 1916 son seul film en tant que réalisatrice When Cupid Slipped. Ils se marient en 1918, un an avant son dernier film. Ils divorcent en 1932. Elle se remarie quelques jours plus tard avec Manuel A. de Olazabal, dont elle se séparera en 1943. Elle décède à Los Angeles en 1964.

## Filmographie partielle
- 1910 : Love in Quarantine de Frank Powell
- 1911 : The Best Man Wins de Tom Ricketts
- 1912 : The Ranch Girl's Choice d'Al Christie
- 1912 : The Double Trail d'Al Christie et Milton J. Fahrney
- 1912 : At Rolling Forks d'Al Christie et Milton J. Fahrney
- 1912 : Her Indian Hero d'Al Christie, Jack Conway et Milton J. Fahrney
- 1913 : A Frontier Providence d'Otis Turner
- 1913 : Sheridan's Ride d'Otis Turner
- 1913 : The Battle of Bull Run de Francis Ford
- 1913 : The Stars and Stripes Forever de Francis Ford
- 1914 : The Mexican's Last Raid de Frank Lloyd
- 1915 : Never Again de Tom Mix
- 1918 : Western Blood de Lynn Reynolds
- 1919 : She Wasn't Hungry, But... de Wallace Beery